# Гибсон, Лора
Ло́ра Ги́бсон (Laura Gibson) — американская певица. С 2006 года выпустила четыре студийных альбома в жанрах фолк и альт-кантри. Её последний диск Goners вышел в 2018 году. В настоящее время она проживает в Портленде, и у неё подписан контракт с инди-лейблом Hush Records.

## Биография
Лора Гибсон выросла в Кокиле (штат Орегон), окончила колледж Линфилд.
В 2008 году она гастролировала в США на разогреве у Колина Мелоя, для которого также записала вокальные гармонии на его мини-альбоме Colin Meloy Sings Sam Cooke. В следующем году она впервые выступала в Европе вместе с Михеем Рабуином и Шоном Огилви из группы Musée Mécanique. Она сотрудничала со многими другими музыкантами, в том числе с Лорой Вирс, Дэнни Сеймом (Lackthereof) и Рейчел Блумберг. Гибсон записала кавер-версию песни «Edelweiss» из мюзикла «Звуки музыки» для благотворительного диска Sing Me to Sleep — Indie Lullabies, изданного компанией American Laundromat Records в 2010 году.

## Дискография

### Альбомы
- If You Come to Greet Me (2006)
- Beasts of Seasons (2009)
- La Grande (2012)
- Empire Builder (2016)
- Goners (2018)

### Мини-альбомы
- Amends (2004)
- Six White Horses: Blues & Traditionals Vol. 1 (2006)